# Dumitru Coliu

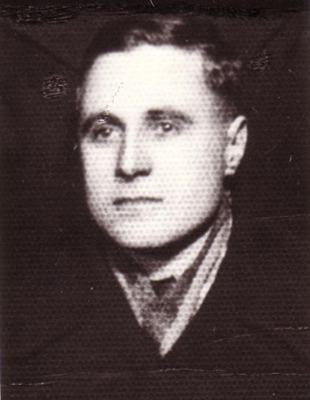
Dumitru Coliu

Dumitru Coliu (Geburtsname: Dimităr Kolev; * 7. November 1907 in Vasilieva, Kreis Caliacra, Königreich Rumänien; † 1985 in Bukarest) war ein rumänischer Generalmajor und Politiker der Rumänischen Arbeiterpartei PMR (Partidul Muncitoresc Român) und ab 1965 der PCR (Partidul Comunist Român).

## Leben

### Beginn der politischen Laufbahn und Zweiter Weltkrieg
Coliu wurde 1923 Mitglied der Gewerkschaft der Abdecker sowie 1925 der damaligen  Rumänischen Kommunistischen Partei PCdR (Partidul Comunist din România). Zugleich trat er 1925 der Revolutionären Organisation der Dobrudscha DRO (Dobrujanska revoluționna organizația) als Mitglied bei und war 1930 erst Sekretär eines Stadtkomitees sowie 1931 Mitglied eines Kreiskomitees. 1935 wurde er Mitglied des PCdR-Regionalkomitees in der Dobrudscha und fungierte zwischen 1937 und 1940 als Sekretär dieses Regionalkomitees. Darüber hinaus wurde er 1938 Mitglied des Zentralkomitees (ZK) der PCdR und flüchtete 1940 in die Sowjetunion. Während des Zweiten Weltkrieges trat er in die Streitkräfte (Armata Română) und wurde 1943 als Hauptmann Politoffizier des 2. Infanterieregimentes der 1. Rumänischen Freiwilligen-Infanterie-Division "Tudor Vladimirescu", deren Politkommissar er zwischen August 1944 und August 1945 war. Zeitweise war er auch Politkommissar der Division Tudor Vladimirescu und wurde am 15. August 1945 im Range eines Obersts zur Reserve versetzt.

### Nachkriegszeit, Abgeordneter und Parteifunktionär
Auf der Nationalkonferenz (Conferința Națională), die vom 16. bis 22. Oktober 1945 stattfand, wurde Coliu zum Mitglied des ZK der PCdR gewählt und gehörte diesem bis zum 23. November 1979 an. Zugleich war er von 1946 bis zum 29. Dezember 1947 Leiter der ZK-Abteilung für Militärangelegenheiten und danach zwischen dem 29. Dezember 1947 und 1949 Generalsekretär für Verwaltungsangelegenheiten im Ministerium für Nationale Verteidigung. Zugleich wurde er am 29. Dezember 1947 als Oberst in den aktiven Militärdienst zurückbeordert und am 1. Mai 1948 zum Generalmajor befördert. 1948 wurde er erstmals Mitglied der Großen Nationalversammlung (Marea Adunare Națională) und gehörte dieser bis 1980 an.
Nachdem Coliu zwischen 1949 und 1951 Militärattaché an der Botschaft in der Sowjetunion war, fungierte er nach seiner Rückkehr von 1951 bis zum 6. März 1952 als Erster Sekretär der Rumänischen Arbeiterpartei PMR (Partidul Muncitoresc Român) im Kreis Prahova. Im Anschluss war er zwischen dem 6. März 1952 und 1954 Generaldirektor der Sonderdirektion für Militärangelegenheiten beim Ministerrat. Auf dem Plenum des ZK der PMR (27. Mai 1952) wurde er Kandidat des Politbüros des ZK und übte diese Funktion bis zum 23. Juli 1965 aus. Am 6. Oktober 1952 wurde er ferner Mitglied der Zentralen Wahlkommission. Er war während seiner Parlamentszugehörigkeit von 24. Januar 1953 bis zum 2. Juni 1955 Präsident des Parlamentsausschusses für auswärtige Angelegenheiten sowie zugleich zwischen dem 29. Januar 1953 und dem 2. Juni 1955 auch Mitglied des Präsidiums der Großen Nationalversammlung.
1954 wurde Coliu Erster Sekretär des PMR-Stadtkomitees von Bukarest, bekleidete dieses Amt aber nur bis zum 2. Juni 1955. Zugleich war er bis zum 4. April 1956 Mitglied des Militärrates der 2. Militärregion. Am 2. Juni 1955 wurde er Präsident der Kommission für staatliche Kontrolle und übte diese Funktion bis zum 15. April 1971 aus. Er war ferner zwischen dem 25. März 1961 und 21. August 1965 Mitglied der Parlamentsausschusses zur Ausarbeitung einer neuen Verfassung sowie von 1969 bis 1975 Präsident der Parlamentsausschusses für Land- und Forstwirtschaft. Zugleich war er zwischen dem 25. Juni 1960 und dem 23. Juli 1965 Präsident der Parteikontrollkommission. Auf dem Neunten Parteitag der PCR (19. bis 24. Juli 1965) erfolgte seine Wahl zum Kandidaten des Exekutivkomitees des ZK und übte diese Funktion bis zum 12. August 1969 aus. Zugleich fungierte er zwischen dem 23. Juli 1965 und dem 12. August 1969 als Präsident der Zentralen Parteikontrollkommission der PCR (Colegiul Central de Partid).
Zuletzt wurde Coliu am 9. März 1974 Mitglied des Nationalrates für den Umwelt- und Naturschutz sowie 1975 Mitglied des Obersten Rates für wirtschaftliche und soziale Entwicklung. Ferner fungierte er vom 22. März 1975 bis zu seinem Ausscheiden aus der Großen Nationalversammlung 1980 als Präsident des Parlamentsausschusses für die Volksräte und staatliche Verwaltung.

### Ehrungen und Auszeichnungen
Für seine langjährigen Verdienste wurde Coliu mehrfach ausgezeichnet und erhielt unter anderem 1945 den Orden zur Verteidigung des Vaterlandes Dritter Klasse (Ordinul Apărarea Patriei), 1946 den Orden des Roten Sterns Zweiter Klasse (Ordinul Steaua Roșie), 1947 den Militärorden Michael der Tapfere Dritter Klasse (Ordinul Mihai Viteazul), 1948 den Stern der Volksrepublik Rumänien Dritter Klasse (Ordinul Steaua Republicii Populare Române), 1949 den Orden der Arbeit Dritter Klasse (Ordinul Muncii), 1949 den Orden zur Verteidigung des Vaterlandes Zweiter Klasse, 1957 den Stern der Volksrepublik Rumänien Erster Klasse, 1959 den Orden 23. August Erster Klasse (Ordinul 23. August), 1964 den Titel Held der sozialistischen Arbeit (Erou al Muncii Socialiste), 1964 die Goldmedaille „Hammer und Sichel“ (Medalia de aur „Secera și Ciocanul“), 1966 den Orden Tudor Vladimirescu Erster Klasse (Ordinul Tudor Vladimirescu), 1971 den Orden zur Verteidigung des Vaterlandes Erster Klasse sowie 1974 den Orden für den Sieg des Sozialismus (Ordinul Victoria Socialismului).